# Orfelia fasciata
Orfelia fasciata är en tvåvingeart som först beskrevs av Meigne 1804.  Orfelia fasciata ingår i släktet Orfelia och familjen platthornsmyggor. Arten är reproducerande i Sverige. Inga underarter finns listade i Catalogue of Life.